# 郑桂高速动车组列车
郑桂高速动车组列车是中国铁路运行于河南省省会郑州市郑州东站及广西壮族自治区桂林市桂林北站的高速动车组列车，途经河南省、湖北省、湖南省、广西壮族自治区三省一区，客运里程1409公里，现由郑州局集团郑州客运段担当客运乘务。其中郑州东站至桂林北站运行7小时23分，使用车次为G439次；桂林北站至郑州东站运行7小时4分，使用车次为G440次。

## 历史
2014年7月1日，中国铁路运行图进行调整，增开郑州东~桂林G425/426次列车。
2019年7月10日，本对列车调整至桂林北站始发终到。
2019年10月11日，本对列车车次调整为G439/440次。

## 使用列车
本对列车使用配属郑州局集团郑州东动车运用所的CRH380BL。